# Comité Paralímpico de Bután
El Comité Paralímpico de Bután es el comité paralímpico nacional que representa a Bután. Esta organización es la responsable de las actividades deportivas paralímpicas en el país. Es miembro del Comité Paralímpico Internacional y del Comité Paralímpico Asiático.